# Lost Boys: The Thirst
Lost Boys: The Thirst ist ein Horrorfilm aus dem Jahr 2010. Regie führte Dario Piana. Der Film wurde direkt für den DVD-Markt produziert und bildet mit The Lost Boys (1987) und Lost Boys 2: The Tribe (2008) eine Trilogie.

## Handlung
Edgar und Alan sind Vampirjäger. In Kalifornien trifft sich Edgar mit Zoe, einer Comicverkäuferin, die seine Comics kaufen möchte. Später erfährt er durch Gwen, einer Comiczeichnerin, dass ihr Bruder während einer Rave-Veranstaltung gekidnappt wurde. Edgar begibt sich daraufhin mit seinem Bruder Alan, Zoe und Gwen auf die Suche nach Gwens Bruder Peter.
Auf ihrer Reise erfahren sie, dass die Rave-Veranstaltungen von einem Vampir geplant werden, der unter dem Namen DJ X bekannt ist. Auf den Veranstaltungen wird die Droge The Thirst verteilt, welche aus Vampirblut besteht und die Menschen in Vampire verwandelt.
Im finalen Kampf kann Edgar DJ X töten. Es stellt sich heraus, dass Peter der oberste Vampir und Gwen nicht seine Schwester ist. Nachdem Peter Gwen tötet, besiegt Edgar Peter mit dem letzten Weihwasser.

## Hintergrund
- Corey Feldman und Jamison Newlander verkörperten ihre Charaktere Edgar und Alan Frog bereits im ersten Teil von 1987.
- Die Dreharbeiten zu Lost Boys: The Thirst wurden in Kapstadt, Südafrika durchgeführt.[2]
- Der Film wurde mit einem geschätzten Budget von 4 Millionen US-Dollar von den Filmproduktionsgesellschaften Thunder Road Pictures, Hollywood Media Bridge, Film Afrika Worldwide (als Film Afrika-ApolloMovie) und ApolloMovie Beteiligungs fertiggestellt und von Warner Bros. vertrieben. Der Film wurde am 12. Oktober 2010 in den Vereinigten Staaten als Direct-to-Video-Produktion veröffentlicht, in Deutschland am 12. November 2010.

## Kritiken
„Nach dem eher verunglückten ‚Lost Boys: The Tribe‘ die zweite Fortsetzung zu Joel Schumachers frisch-frechem Vampirhit ‚The Lost Boys‘ aus dem Jahre 1987. Wenngleich die Direct-to-DVD-Veröffentlichung immer noch meilenweit hinter dem Original zurückbleibt, haben sich die Macher um Regisseur Dario Piana (‚The Deaths of Ian Stone‘) zumindest mit der Handlung etwas mehr Mühe gegeben.“